# Arrestation

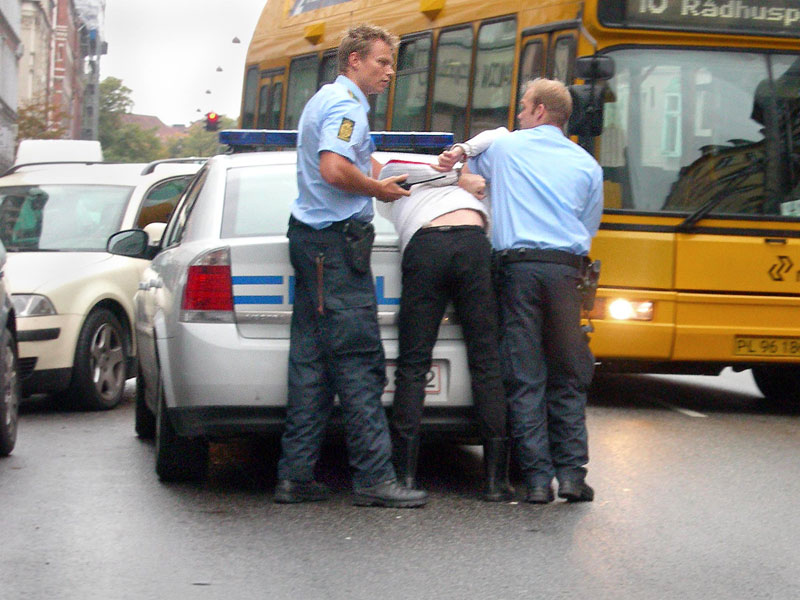
Arrestation à Copenhague en 2007.

 (décembre 2015).
Si vous disposez d'ouvrages ou d'articles de référence ou si vous connaissez des sites web de qualité traitant du thème abordé ici, merci de compléter l'article en donnant les références utiles à sa vérifiabilité et en les liant à la section « Notes et références ».
L'arrestation est une notion de droit pénal désignant une privation de liberté d'un suspect.
La loi (qui est différente d’un pays à un autre ou d’une juridiction à une autre) prévoit les modalités de la mise en état d’arrestation et de la détention, à savoir :
- qui a le pouvoir de mettre en état d’arrestation (police, agents de la paix, douaniers, citoyens, etc.),
- dans quelles circonstances (type de preuve, soupçon ou motif raisonnable, infraction à quelles lois, existence de mandat judiciaire, etc.),
- dans quelles conditions,
- pour quelle durée,
- et les conditions de remise en liberté.

Dans un certain nombre de pays, une fois que la personne arrêtée est sous contrôle, la personne ayant procédé à l'arrestation lui énonce verbalement ses droits. Parmi ces droits, figure généralement le droit d'avoir un défenseur.

## Par pays

### Canada
- L'arrestation est prévue par plusieurs lois provinciales ou fédérales.
- L'article 494.(1) du Code criminel prévoit l'arrestation sans mandat par un citoyen.
- L'article 495.(1) du Code criminel prévoit l'arrestation sans mandat par un agent de la paix.

#### Québec
En plus des lois canadiennes, certaines lois provinciales prévoient l'arrestation au Québec. Par exemple : les articles 74 et 75 du Code de procédure pénale du Québec prévoient l'arrestation sans mandat par un agent de la paix.
- L'article 46 de ce même code prévoit l'arrestation d'un témoin sous mandat d'amener par un huissier.

### France
En général, un officier de police judiciaire peut procéder à l'arrestation d'un suspect et le placer en garde à vue.
Exceptionnellement, l'article 73 du code de procédure pénale permet à toute personne d'appréhender l'auteur d'un crime flagrant ou d'un délit flagrant puni d'une peine d'emprisonnement et le conduire devant l'officier de police judiciaire le plus proche.

### Suisse
En Suisse, les règles concernant l'appréhension et l'arrestation sont fixées par le Code de procédure pénale. Avant la première interrogation, la police informe le prévenu des infractions qui lui sont reprochées et de ses droits : droit de se taire, droit à un défenseur et à un interprète.
La personne interrogée doit décliner son identité et, si besoin, présenter les objets qu'elle transporte ; à toutes les autres questions, la personne a le droit de répondre qu'elle n'a rien à déclarer. L'article 113 garantit le droit de se taire, de ne pas s'auto-incriminer : " 1 Le prévenu n’a pas l’obligation de déposer contre lui-même. Il a notamment le droit de refuser de déposer et de refuser de collaborer à la procédure. Il est toutefois tenu de se soumettre aux mesures de contrainte prévues par la loi.  2 La procédure est poursuivie même si le prévenu refuse de collaborer. " ,.
La police ne peut utiliser la force que si elle est strictement nécessaire (comportement violent ou tentative de fuite) et toujours de manière proportionnée,. Par exemple, l'usage d'une matraque en cas de résistance passive est disproportionné. La police peut être filmée,.

#### Appréhension
L'article 215 précise que, dans le but d’élucider une infraction, la police peut appréhender une personne pour contrôler son identité et l'interroger brièvement pour déterminer si elle a commis une infraction. Cela se fait en principe sans aller au poste de police.

#### Arrestation
L'article 217 précise que l'arrestation permet de conduire au poste de police une personne prise en flagrant délit ou soupçonnée d'un crime ou d'un délit. Contrairement à l'appréhension, l'arrestation provisoire est une mesure privative de liberté.
La personne arrêtée provisoirement est libérée ou présentée au ministère public dans les 24 heures (si la personne est seulement prévenue d'une contravention, une arrestation provisoire de plus de trois heures est soumise à autorisation). Dans certains cas, le ministère public peut demander une mise en détention provisoire au tribunal des mesures de contrainte.

## Terminologie en anglais
En anglais, on fait référence à arrest pour l'arrestation et à custody pour la détention (soit garde à vue).